# Rugofrontia unifera
Rugofrontia unifera är en fjärilsart som beskrevs av Köhler 1947. Rugofrontia unifera ingår i släktet Rugofrontia och familjen nattflyn. Inga underarter finns listade.